# Саллайоки
Саллайоки (в верхнем течении Салланлатва) — река в Мурманской области России. Протекает по территории Кандалакшского района. Левый приток реки Куолайоки.
Длина реки составляет 50 км. Площадь водосборного бассейна — 894 км².
Берёт начало на южном берегу озера Саллалампи. Протекает по лесной болотистой местности в северо-западном направлении. В среднем течении проходит через озёра Тойненъярви, Лампеланъярви и Саллаярви. По левому берегу реки впадают реки Каллкихара и Ласкиоя. Впадает в Куолайоки близ села Куолоярви в 1 км ниже по течению. Населённых пунктов на реке нет. Через Саллайоки рядом с устьем перекинут автомобильный мост на автодороге Алакуртти — российско-финляндская граница.
На некоторых картах участок реки Куолайоки от впадения в неё Саллайоки до российско-финляндской границы ошибочно обозначается как часть реки Саллайоки.

## Данные водного реестра
По данным государственного водного реестра России относится к Баренцево-Беломорскому бассейновому округу, водохозяйственный участок реки — Тенниёйоки. Речной бассейн реки — бассейны рек Кольского полуострова и Карелии.
Код объекта в государственном водном реестре — 02020020012102000007872.